# Sara Fiorin
Sara Fiorin (Seveso, 24 settembre 2003) è una ciclista su strada, pistard e ciclocrossista italiana, che corre per il Ceratizit Pro Cycling Team.

## Carriera
Nativa di Seveso, in Lombardia, è la sorella di Matteo Fiorin anch'egli ciclista professionista.
Nel 2024 ottiene la sua prima vittoria professionale nell'Umag Trophy Ladies in Croazia, tre mesi più tardi si impone nella Omloop der Kempen.
Ad agosto partecipa ai Giochi di Parigi 2024 giungendo ventisettesima nel keirin e ventiseiesima nella velocità.

## Palmarès

### Strada
- 2022 (Juniores)

Trofeo Rosa Green Bike
Trofeo Bussolati Asfalti
- 2023 (UAE Development Team, una vittoria)

1ª tappa Giro Mediterraneo in Rosa (Torre del Greco › Paestum)
- 2024 (UAE Development Team, due vittorie)

Umag Trophy Ladies
Omloop der Kempen

## Piazzamenti

### Competizioni mondiali
- Campionati del mondo su pista

Il Cairo - Velocità squadre junior: 3ª
Il Cairo - Eliminazione junior: 4ª
- Giochi olimpici

Parigi 2024 - Keirin: 27ª
Parigi 2024 - Velocità: 26ª

### Competizioni continentali
- Campionati europei su strada

Limburgo 2024 - Gara in linea U23: 34ª
- Campionati europei su pista

Fiorenzuola d'Arda 2020 - Velocità Junior: 9ª
Fiorenzuola d'Arda 2020 - Velocità squadre Junior: 2ª
Fiorenzuola d'Arda 2020 - Keirin Junior: 7ª
Alperdoon 2021 - Eliminazione Junior: 2ª
Alperdoon 2021 - Velocità squadre Junior: 4ª
Anadia 2022 - Eliminazione U23: 9ª
Anadia 2023 - Inseguimento squadre U23: 3ª
Anadia 2023 - Keirin U23: 13ª
Cottbus 2024 - Inseguimento squadre U23: 3ª
- Campionati europei ciclocross

Silvelle 2019 - Gara Junior: 32ª